# Asperula intersita
Asperula intersita är en måreväxtart som beskrevs av Michail Klokov. Asperula intersita ingår i släktet färgmåror, och familjen måreväxter. Inga underarter finns listade i Catalogue of Life.